# Tilletia lepturi
Tilletia lepturi är en svampart som beskrevs av Sigr. ex Vánky 1991. Tilletia lepturi ingår i släktet Tilletia och familjen Tilletiaceae.   Inga underarter finns listade i Catalogue of Life.